# Eocardia
Eocardia is een geslacht van uitgestorven zoogdieren die leefden in het Mioceen.

## Beschrijving
Deze dieren hadden bescheiden afmetingen en vertoonden veel overeenkomsten met een marmot.

## Vondsten
Resten van deze dieren werden gevonden in Zuid-Amerika.